# اسلام شاه سوری
اسلام شاه سوری (حاکم در سنوات: ۱۵۴۵–۱۵۵۴) دومین فرمانروای سوریان در بخش‌هایی از هندوستان در اواسط قرن ۱۶ میلادی، بود. نام اصلی او جلال خان بود و او پسر دوم شیر شاه سوری و جانشینش بوده.